# Maurizio Blondet
Pour les articles homonymes, voir Blondet.
Maurizio Blondet, né à Milan le 22 février 1944, est un journaliste et essayiste italien, connu pour ses théories du complot et ses écrits sur l'ufologie.

## Biographie
Blondet est un catholique traditionaliste.

## Thèmes abordés
Dans son livre 11 settembre Colpo di Stato in U.S.A., il évoque le thème de la théories du complot à propos des attentats du 11 septembre 2001.

## Publications
- I nuovi barbari. Gli skinheads parlano (ediz. Effedieffe, 1993)  (ISBN 88-85223-11-7)
- I Fanatici dell'Apocalisse. L'ultimo assalto a Gerusalemme (ediz. Il Cerchio, 1993)  (ISBN 88-86583-07-9)
- Gli Adelphi della Dissoluzione. Strategie culturali del potere iniziatico (ediz. Ares, 1994)  (ISBN 88-8155-179-9)
- Elogio di Catilina e di Berlusconi (ediz. Il Cerchio, 1995)  (ISBN 88-86583-03-6)
- La Nazione invertebrata. L'Italia, l'Europa, democrazie fragili (Il Minotauro, 1999)  (ISBN 88-8073-057-6)
- Il Collasso. Democrazie, autocrazie, teocrazie di fine millennio (Il Minotauro, 1999)  (ISBN 88-8073-047-9)
- Cronache dell'Anticristo (Effedieffe, 2001)  (ISBN 88-85223-22-2)
- 11 settembre Colpo di Stato in U.S.A. (Effedieffe, 2002)  (ISBN 88-85223-26-5)
- Chi comanda in America (Effedieffe, 2002)  (ISBN 88-85223-23-0)
- L'Uccellosauro ed altri animali. La catastrofe del darwinismo (Effedieffe, 2002)  (ISBN 88-85223-24-9)
- No Global: la formidabile ascesa dell'antagonismo anarchico (Ares, 2002)  (ISBN 88-8155-229-9)
- Complotti vecchi e nuovi (Il Minotauro, 2002)  (ISBN 88-8073-068-1)
- Osama Bin Mossad (Effedieffe, 2003)  (ISBN 88-85223-25-7)
- Schiavi delle banche (Effedieffe, 2004)  (ISBN 8885223494)
- La Strage dei genetisti (Effedieffe, 2004)  (ISBN 8885223508)
- Israele, USA, il terrorismo islamico (Effedieffe, 2005)  (ISBN 888522346X)
- Selvaggi con Telefonino (Effedieffe, 2006)  (ISBN 88-86614-03-9)
- Stare con Putin? (Effedieffe, 2007)  (ISBN 88-86614-04-7)

### Ouvrages avec des parties écrites par Maurizio Blondet
- Mario Di Giovanni, Fabio Pedretti, Agricoltura e mondialismo. Con intervista a Maurizio Blondet (Effedieffe, 1998)  (ISBN 88-85223-15-X)
- Roberto Pinotti, Maurizio Blondet, Oltre. Dal Seti agli UFO. Viaggio fra i fenomeni non classificati alla ricerca del pensiero alieno (Olimpia, 2002)  (ISBN 88-253-0013-1)

## Banques de données, dictionnaires et encyclopédies
- Notices d'autorité :   - VIAF
  - ISNI
  - LCCN
  - Italie
  - WorldCat